# Saint-Georges-les-Bains
 Saint-Georges-les-Bains  là một xã ở tỉnh Ardèche, vùng Auvergne-Rhône-Alpes ở đông nam nước Pháp.